# 相続証明書 (ドイツ)

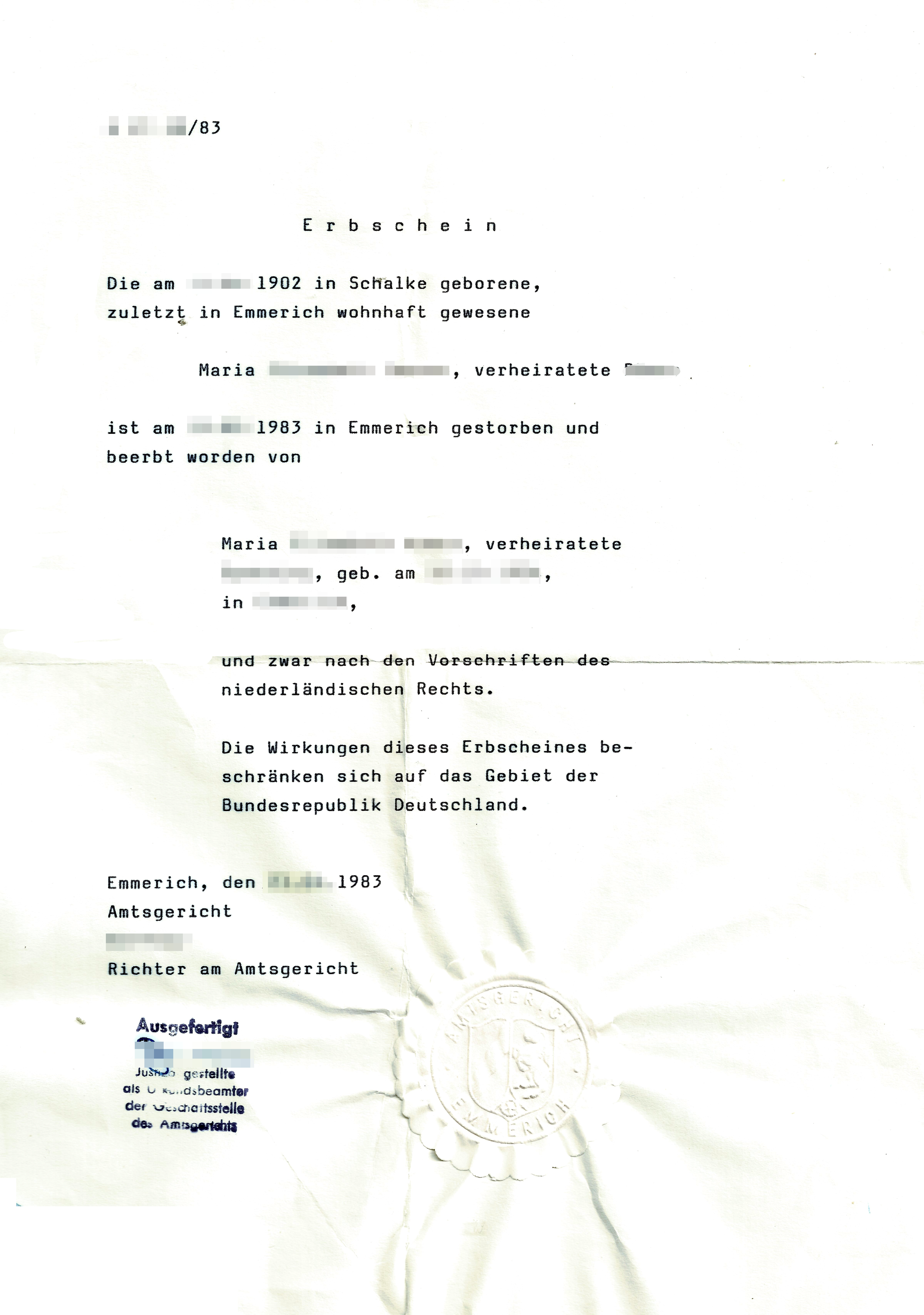
1983年にエメリッヒ地方裁判所によって発行された相続証明書

相続証明書(ドイツ語:Erbschein)とはドイツで遺産を相続する正当な相続人であることを証明する公開文書形式の公的証書である。(民事訴訟法第417条)
相続人が誰であるか、誰が相続人なのか、どのような処分の制限があるのかを法的取引のために定める証書である。相続証明書は相続時の相続法に基づいて作成されるため、後で変更することは基本的に考慮されていない。

## 概論
相続証明書は遺言者が亡くなった場合に誰が正当な相続人なのか、利害関係のある第三者に対しても明確にする証書となる、法的な取引における不確実性を排除する公文書となる。相続証明書の交付と効果は民法第2353条から第2370条及び第352条に規定されている。

## 内容と要件
相続証明書には相続人と共同相続人の場合には共同相続人の相続分が記載されている。（家族問題および自主的管轄権の問題における手続きに関する法律第352a条）さらに、遺言書の執行順序や仮相続・後相続の順序など、相続権の制限を示している。（家族問題および自主的管轄権の問題における手続きに関する法律第352b条）

相続権の証明は法律や契約で定められている場合を除き必ず相続証明書によって証明される必要はない。 
特に土地に関しては法規制がある。原則として、土地登記簿に対する相続権の証明は、相続証明書によってのみ行われる（土地登記法第35条第1項第1文）。ただし、遺言者が公然と、例えば（公正）遺言書や公正相続契約書を作成している場合には、実務上重要な例外が適用される。この場合は遺言書は開封手続きと同時に相続証明書に代わるものとなる。(土地登記法第35条第1項第2文）公的遺言によって相続権が証明されていないと土地登記所が判断した場合（遺言の文言が不明確であったり、後に書かれた自筆の遺言によって一部修正されている場合など）相続証明書の提出を求めることができる。（土地登記法第35条第1項第2文）また、土地登記所では土地登記法第36条に基づき、不動産に限って簡易な譲渡証明書による相続権の証明を認めている。

契約上の規制は、特に信用機関の一般条件に見られた。これによると、相続証明書の提示を要求することができる。ほとんどの銀行は公証人の遺言書が提示され、関係する金額が少額で、責任宣言書に署名した場合にのみ、例外を認めた。しかし、連邦最高裁は2013年10月8日の判決 で、約款で相続証明書を一律に主張することは許されないとしている。それ以降は、特定のケースで相続権に個別の疑義がある場合を除き、原則として相続証明書を要求できなくなった。現在では、原則として、公正証書遺言と開封手続き辞令を併用すれば十分である。
そもそも、遺言者の有効な委任状で、死亡によって終了しないもの（死後委任状）や、死亡によって有効になるもの（死後委任状）があれば、相続証明書は必要ない。委任された遺言執行者は対外的には遺産を処分することができるが、自身が唯一の相続人でない場合には、内部的には相続人の指示に拘束され、相続人に対して責任を負う。相続人が誰であるかが争われている場合、相続証明書があれば明確になる。
契約書に「死亡時の受取人」が記載されていれば相続証明書は必要ない。この場合、権利の移動は相続法に基づいて行われるのではなく、遺産をうけとるのは相続人ではなく、契約書に記載された受取人が直接受け取ることになる。これは、生命保険の場合が多いが、預貯金やその他の資産の場合もありえる。

## 公示効果
相続証明書が発行されても、実際に誰が相続権を持っているか客観的な法的状況は変わらない。しかし、民法第2365条は相続証明書で指定された人が実際に相続人（指定された株式の単独相続人または共同相続人）であり、そこに指定された以外の人には相続権が無いという反論可能な推定を確立する。この推定は、法律で定められた相続証明書の内容のみに限定され、そこに記載されているその他の内容（遺言執行者の人物、相続人の法的能力、法定または遺言上の不服申し立ての理由など）には適用されない。民法第2365条の法定推定は、相続証明書に記載された相続人に有利に働くだけでなく、例えば、遺産の負債に関して不利に働く。
この相続証明書の公示効果は、民法第2361条に基づく裁判所による取下げもしくは無効宣言、または民法第2362条に基づく引渡しによってのみ終了する。発行された相続証明書が後に誤りであることが判明した場合、検認裁判所は職権でその証明書を取り消すか、無効であることを宣言しなければならない。相続証明書は、その発行のための前提条件が当初満たされていなかったり、その後存在しなくなったりして、裁判所がその相続証明書が発行されるべきではなかったと確信した場合、誤ったものとみなされる。そして無効になった場合は相続人は新しい修正された相続証明書を申請する。
実質的な相続人は、推定相続人に対して、遺言検認裁判所への相続証明書の引き渡しを請求することができる。（民法2362条1項）

## 公信力
相続証明書の公信力は、民法第2366条、2367条に規定されている。ここでは、民法第2365条の推定の範囲内で公信力が成立しており、これは相続証明書の法的内容に限定される。
ここでいう「公信」とは、善意の第三者（取得者など）に実際に見せなくても、相続証明書が存在するだけで決定的な意味を持つということである。民法第2365条および第2366条によれば、相続証明書で特定された者が取得または処分の取引を行った場合、善意の取得者にとって相続証明書の内容は正しいものとみなされる。このように、相続証明書は、実際にはない相続権を善意の取得者に代替するものである。したがって、相続証明書の存在下で相続人とされる者から財産を取得した者は、その者が善意で行動していた場合は法的な所有者となる。
一方、相続証明書には、売却した物や債権が本当に相続財産に属するかどうかは何も書かれていない。所有権に関しては、法的な一応の証拠は示されていない。例えば、相続証明書には、故人が売却された物の所有者なのか、債権者なのか記載されていない。
公信は、法的取引による取得を保護するだけで、相続証明書の相続人が、例えば、さらなる相続（民法第1922条）や強制執行の措置など、法の運用によって取得する場合には介入しない。民法2366条は、法律上の取引を保護する規制目的に沿って、いわゆる商取引のみを対象としている。そのため、共同相続人が遺産整理のために行う法律上の取引には、相続証明書は適用されない。

## 銀行の相続証明書
金融機関が、死亡した口座名義人の銀行口座を相続する際に、相続人からの相続証明書の提出を求めていた従来の慣行は、2013年10月以降の連邦最高裁判所の判決により適法ではなくなった、これに対応する約款の条項は無効となった。この判決によると、相続人の相続権は、手数料のかかる相続証明書で証明する必要はなく、公正証書遺言や相続契約書の提出で足りるとされている。このようにしてBGHは、開封された公的遺言書が相続権の十分な証拠となるという以前の判例法を再確認した。 
2016年、連邦最高裁はこの判例を追認した。連邦最高裁によると、法的取引に必要な明確さで相続を証明できる場合は、開封された自筆の遺言書を提示することでも相続を証明することができる。それにもかかわらず、相続証明書の提示を求めた銀行は、相続証明書の発行に要した費用について損害賠償責任を負う。 
また、法定相続証明の要件は、できるだけ迅速かつ安価に遺産を清算したいという相続人の正当な利益を考慮したものでなければならない。法的に経験豊富な専門家を擁する信用機関は、連邦最高裁の判例や文献上の一般的な見解によれば、相続人は相続証明書によってだけでなく、他の方法でも相続権を証明することができることを認識しておかなければならない。
相続証明書を提示する基本的な義務は、民法の相続法から推し量ることはできない。民法第2366条、第2367条の規定は、相続権の証明をどのように行うかを規定するものではなく、どのような条件であれば、相続証明書で相続人として指定された者に免責的効力を持つ支払いを行うことができるかを規定するものである。

## 対象を制限された相続証明書
相続証明書は一般的に、遺産の一部が外国にあって外国の法律の適用を受ける場合でも、遺産全体に関するものである。ドイツの裁判所が外国法の審査に要する費用と時間を節約するために、ドイツに所在する物に限定した相続証明書を、家族問題および自主的管轄権の問題における手続きに関する法律第352c条に従って申請し、発行することができます。このいわゆる外国法による相続証明書では、対象がドイツにある遺産に限定されていることに加えて、訴えの理由（法定相続または任意相続）と適用される外国の相続法（相続法）が記載されなければならない。相続証明書がオーストリア国内にある資産に限定されていても、特定の物品が遺産に属することを証明するものではない。

## 裁判所の権利
ドイツ法の特徴は農場法による農業農場の相続がある。法的には相続証明書に相当する農場の承継証明書が発行される。農林業の後継者の定義は、農場法に具体的に規定されており、特定の条件に従うことになる。この法律は、ハンブルグ、ニーダーザクセン、ノルトライン・ウェストファーレン、シュレスヴィヒ・ホルシュタインの各州に適用される。地方裁判所は農業裁判所として通常は複数の司法地区を管轄している。

## 相続手続き証明書
相続証明書に関する手続きは検認事項に属する。（家族問題および自主的管轄権の問題における手続きに関する法律第342条（1）第6項）検認裁判所は、相続人の申請があった場合にのみ、相続証明書を発行しなければならない（民法第2353条）
対象者は以下の通り
- すべての相続人（単独相続人、共同相続人、前相続人、相続時からの後相続人）。前提としてその人が相続を受け入れていることが必要である。
- 遺言執行者、遺産管理人、遺産の破産管財人
- 相続人に対する強制執行のために相続証明書を必要とする債権者（民事訴訟法第792条, 第896条）

故人の最後の居住地が海外の場合は、ベルリン・シェーネベルグ地方裁判所が担当する。申請書は遺言検認裁判所または公証人役場で公証されなければならない。その際、申請者は主張する相続権を証明する事実を述べ宣誓に代えてその正確性を確認しなければならない。（家族問題および自主的管轄権の問題における手続きに関する法律第352条）
共同相続証明書を申請する場合、他の相続人からの委任状を作成する必要はない。ただし、他の相続人も相続を承諾していることを確認しなければならない。（家族問題および自主的管轄権の問題における手続きに関する法律第352a条）遺言検認裁判所は職権で相続人を決定する。必要な事実が立証されたと判断した場合、相続証明書を発行する。

## 料金
相続証明書の申請に関する手続には、裁判所及び公証人の費用に関する法律（GNotKG）の費用表の第12210号に基づく手数料が必要である。
家族問題および自主的管轄権の問題における手続きに関する法律第352条（3）で原則として必要とされる宣誓書の場合（単純なケース（配偶者、親、子が相続する場合）は不可） 宣誓供述書の作成には、No.12210 Para.2 KV GNotKGおよびPreliminary Note 1 Para.2に基づき、No.23300 KV GNotKGに基づく追加料金がかかります。
手数料は不動産の価値に応じて増加しGNOTKGの付属書2に記載されている。。原則として、表Bの2.0倍を適用する（訴訟費用、宣誓供述書の費用はそれぞれ1倍）
この手数料の額は、公正証書遺言を作成する際の手数料に相当する。遺言者が公証人の費用を節約するために手書きで遺言書を作成した場合、多くの場合、相続人は遺言者が最初に節約した相続証明書の費用と同額を支払わなければならない。

## 国際規定
EU相続規則の規定は2015年8月17日以降の遺産相続に適用される。第62条は、他の加盟国で使用するための欧州相続証明書の導入を規定している。